# Fundação Bissaya Barreto
A Fundação Bissaya Barreto é uma instituição particular de solidariedade social de utilidade pública, sedeada em Bencanta, Coimbra. Prossegue, desde a sua criação, em 1958, o objetivo de dar continuidade à Obra Social criada e legada pelo patrono, Fernando Bissaya Barreto, ilustre médico e professor universitário que, na região centro do país, edificou e orientou alargada rede de organismos assistenciais, educacionais, formativos e culturais, num exemplo de ímpar visão e empreendedorismo social.
Nos termos dos estatutos em vigor, a Fundação tem por objetivo contribuir para a promoção da população da região centro, através do propósito de dar expressão organizada ao dever de solidariedade e de justiça social entre os indivíduos, podendo, todavia, vir a estender-se a outras localidades do País, por deliberação do Conselho de Administração. (art.º 2º) e propõe-se a apoiar, promover e realizar atividades nos âmbitos Social, Educação, Saúde, Cultura, Formação Profissional e outros que venham a tornar-se possíveis e necessários desde que respeitem a obra e o espírito do fundador. (art. 3º)

## Atividade

### Educação
- Casas da Criança
  - Estabelecimentos com as valências de creche e jardim-de-infância, em número de sete: Casa da Criança Rainha Santa Isabel (Santa Clara, Coimbra), Casa da Criança Joaquina Barreto Rosa (Arganil), Casa da Criança Maria Resgate Salazar (Luso), Casa da Criança Maria Rita Patrocínio Costa (Monte Redondo), Casa da Criança S. Julião (Figueira da Foz), Casa da Criança Maria Leonor Anjos Diniz (Carapinheira)e Casa da Criança Maria Granado (Bencanta, Coimbra)
- Colégio Bissaya Barreto
  - Estabelecimento de ensino básico e profissional de nível IV
- Instituto Superior Bissaya Barreto[1]
  - Estabelecimento de ensino superior

### Apoio social
- Casa do Pai
  - Centro de acolhimento temporário para crianças e jovens em risco
- Centro Geriátrico Luís Viegas Nascimento
- Serviço Domiciliário de Coimbra
  - Unidades de protecção e acompanhamento aos idosos
- SOS Pessoa Idosa
  - Serviço com o objetivo de apoiar e responder a pessoas idosas que vivem situações de violência, que inclui uma linha de atendimento gratuita  - 800 990 100 - que garante o anonimato das pessoas que apelam.

### Formação profissional
- Centro de Formação da Fundação Bissaya Barreto

### Cultura
- Portugal dos Pequenitos
- Casa Museu Bissaya Barreto
- Centro de Documentação Bissaya Barreto
- Casa das Artes da Fundação Bissaya Barreto

## Presidentes do conselho de administração
- Bissaya Barreto
- Luís Viegas Nascimento (arquitecto)
- Nuno Viegas Nascimento
- Patrícia Nascimento (deste 2007)